# تابع همانی

بخشی از نمودار تابع همانی با دامنهٔ اعداد حقیقی

در ریاضیات، تابع همانی (به انگلیسی: Identity function) تابعی است که مقدار خروجی آن با ورودی‌اش برابر باشد.
تابع همانی عنصر همانی در بین توابع است.

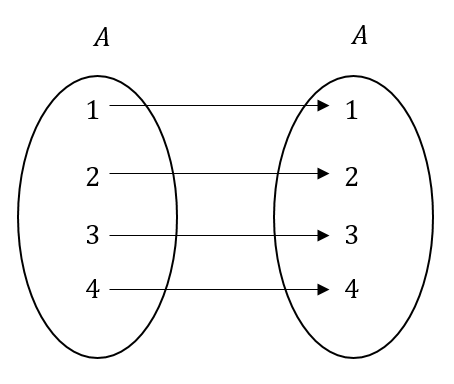
نمودار ون تابع همانی با دامنهٔ A

تابع همانی یک تابعی است که هر عدد حقیقی را به خود ان عدد نظیر می‌کند.

## تعریف
برای مجموعهٔ فرضی {\displaystyle M}، تابع همانی {\displaystyle f} با ضابطهٔ {\displaystyle f(x)=x} چنان تعریف می‌شود که دامنه و دامنهٔ مشترک آن {\displaystyle M} باشد؛ به عبارت دیگر:
{\displaystyle f:M\rightarrow M}
{\displaystyle f(x)=x,x\in M}
تابع تهی نیز یک تابع همانی شمرده می‌شود.

### نظریّهٔ مجموعه‌ها
این تابع در نظریّهٔ مجموعه‌ها نیز با رابطهٔ دوتایی {\displaystyle f=\{(x,x)|x\in M\}} تعریف می‌شود.
مجموعهٔ تهی نیز تابعی همانی شمرده می‌شود.

### شکل رایج
تابع همانی {\displaystyle f} با دامنهٔ {\displaystyle M} معمولاً به شکل {\displaystyle I_{M}} یا {\displaystyle id_{M}} و تابع همانی با دامنهٔ جهانی به شکل {\displaystyle I} نمایش داده می‌شود.

## ویژگی‌ها
با توجّه به تعریف تابع همانی، تابعی یک‌به‌یک و پوشا و در نتیجه تابعی دوسویی است.
تابع همانی (با دامنهٔ اعداد حقیقی) یک تابع خطّی با شیب ۱ و عرض از مبدأ صفر است.

## مشتق تابع همانی
f'(x) = ۱
تابع همانی جز توابع خطی است و مشتق خطی برابر با شیب خط می‌باشد. از این رو شیب خط در این
تابع برابر با ۱ می‌باشد زیرا ضریب x برابر با یک است.